# Rosselló
Rosselló è un comune spagnolo di 1 902 abitanti situato nella comunità autonoma della Catalogna, nella provincia di Lleida.